# Озкан, Айсель
Айсель Озкан (тур. Aysel Özkan; род. 26 февраля 2002, Нигде) — турецкая спортсменка, тяжелоатлетка, серебряный призёр чемпионата Европы 2025 года, призёр Игр исламской солидарности 2021 года.

## Биография
Родилась в городе Нигде. В 2021 году на молодёжном чемпионате Европы в Финляндии в категории до 64 кг стала серебряным призёром, зафиксировав результат 204 кг по сумме двух упражнений. В этом же году дебютировала на взрослом чемпионате мира, который проходил в Ташкенте. В категории до 64 заняла итоговое шестое место.
В Тиране, на чемпионате Европы в 2022 году, турчанка завоевала малую бронзовую медаль в рывке в весовой категории до 71 кг. Выиграла серебряную медаль на исламских играх солидарности в категории до 64 кг, которые прошли в Конье в 2022 году.
Гамзе Алтун стала бронзовой призёркой молодежного чемпионата мира по тяжелой атлетике, проходившем в Гвадалахаре в 2023 году.
В Ереване, на чемпионате Европы в 2023 году, турчанка завоевала малую серебряную медаль в рывке в весовой категории до 64 кг.
На чемпионате Европы 2025 года в Кишинёве завоевала серебряную медаль с итоговым результатом 222 кг. В упражнении «рывок» стала победителем (100 кг).

## Достижения
Чемпионат Европы
| Результат | Вес      | Год  | Место соревнований | Рывок | Толчок | Общий вес |
| Серебро   | до 64 кг | 2025 | Кишинёв, Молдова   | 100,0 | 122,0  | 222,0     |